# فيروسات مخاطية
الفيروسات المخاطية (بالإنجليزية: Paramyxoviridae)‏ هي فيروسات من عائلة فيروسات رنا سالبة السلسلة ورتبة الفيروسات السلبية الأحادية. تمثل الفقاريات المضيف الطبيعي لها. تحتوي العائلة على أربعة فصائل فرعية و 17 جنسًا و 78 نوعًا، ثلاثة أجناس منها غير مصنفة تحت أي فصيلة فرعية.

## البنية
تكون الفيريونات مغلفة ويمكن أن تكون كروية أو متعددة الأشكال وقادرة على إنتاج فيريونات خيطية. قطرها حوالي 150 نانومتر. الجينوم خطي، يبلغ طوله حوالي 15 ألف زوج قاعدي. تظهر بروتينات الاندماج والبروتينات المُرفقة على شكل مسامير على سطح الفيريون. تعمل البروتينات المطرسية داخل الغلاف على تثبيت بنية الفيروس. يتكون لب القُفَيْصَةٌ المُنَوَّاة من الحمض النووي الريبوزي الجيني، بروتين نوكليوكابسيد، البروتينات الفوسفاتية وبروتينات البوليميراز.

## الفيروسات المخاطية الممرضة
تتسبب الفيروسات المخاطية بعدد مهم من الأمراض لدى البشر. وتشمل هذه النكاف، وكذلك الحصبة، التي تسببت في حوالي 733000 حالة وفاة في عام 2000.
تعد فيروسات نظير الإنفلونزا البشرية (HPIV) ثاني أكثر الأسباب شيوعًا لأمراض الجهاز التنفسي عند الرضع والأطفال. هناك أربعة أنواع من فيروس نظير الإنفلونزا البشرية، والمعروفة باسم HPIV-1 و HPIV-2 و HPIV-3 و HPIV-4. قد يتسبب فيروس HPIV-1 و HPIV-2 في ظهور أعراض تشبه أعراض نزلة البرد، إلى جانب الخناق عند الأطفال. يرتبط فيروس HPIV-3 بالتهاب الشعيبات والتهاب القصبات والالتهاب الرئوي. يعتبر فيروس HPIV-4 أقل شيوعًا من الأنواع الأخرى، ومن المعروف أنه يسبب أمراضًا خفيفة إلى شديدة في الجهاز التنفسي.
تعد الفيروسات المخاطية مسؤولة أيضًا عن مجموعة من الأمراض لدى الأنواع الحيوانية الأخرى. على سبيل المثال، فيروس مرض كف القدم الخشبية (الكلاب)، فيروس فوسين نكد (الفقمة)، فيروس الحيتان الموربيلي (الدلافين والخنازير البحرية)، فيروس داء نيوكاسل (الطيور)، فيروس طاعون البقر (الماشية). تسبب بعض الفيروسات المخاطية، مثل فيروس هينيبا، أمراض حيوانية المنشأ تحدث بشكل طبيعي لدى الحيوانات لكنها قادرة أن تصيب البشر أيضًا.
ظهر فيروس هيندرا (HeV) وفيروس نيباه (NiV) من فيروسات هينيبا لدى البشر والماشية في أستراليا وجنوب شرق آسيا. كلا الفيروسين معدي، شديد الضراوة، وقادر على إصابة عدة أنواع من الثدييات والتسبب في مرض قاتل لديها. نظرًا لعدم وجود لقاح مرخص أو علاجات مضادة للفيروسات، صُنفت فيروسات هيندرا ونيباه من الدرجة 4 على مستوى السلامة البيولوجية. التركيب الجيني لكلا الفيروسين هو نفس التركيب الجيني للفيروسات المخاطانية النموذجية.